# Фридрих Карл II фон Хоенлое-Валденбург-Шилингсфюрст
Фридрих Карл II Хлодвиг Константин Адолф фон Хоенлое-Валденбург-Шилингсфюрст (на немски: Friedrich Karl II. Chlodwig Constantin Adolf Fürst zu Hohenlohe-Waldenburg-Schillingsfürst; * 26 септември 1846, Купферцел, Баден-Вюртемберг; † 6 октомври 1924, Валденбург) има от 1886 г. титлата 7. княз на Хоенлое-Валденбург-Шилингсфюрст.

## Биография
Той е четвъртият син (петото дете) на 5. княз Фридрих Карл I фон Хоенлое-Валденбург-Шилингсфюрст (1814 – 1884) и съпругата му принцеса Тереза фон Хоенлое-Шилингсфюрст (1816 – 1891), дъщеря на княз Франц Йозеф фон Хоенлое-Шилингсфюрст (1787 – 1841) и принцеса Каролина Фридерика Констанца фон Хоенлое-Лангенбург (1792 – 1847).
Фридрих Карл II последва рано умрелия си брат Николаус през 1886 г. в неговите права като племенен господар. Като такъв той има мандат в „Първата камера на ландтага на Вюртемберг“, където започва през 1887 г. Фридрих Карл II е императорски-кралски областен комисар и кемерер. От 1913 г. е сеньор на цялата фамилия Хоенлое.
Фридрих Карл II фон Хоенлое-Валденбург-Шилингсфюрст умира на 6 октомври 1924 г. на 78 години във Валденбург.

## Фамилия
Фридрих Карл II фон Хоенлое-Валденбург-Шилингсфюрст се жени на 26 ноември 1889 г. в дворец Фюрстенау в Михелщат за княгиня Тереза Хелена Аделхайд Йохана фон Ербах-Фюрстенау (* 9 юни 1869, Креенберг; † 21 декември 1927, Тюбинген), дъщеря на граф Алфред фон Ербах-Фюрстенау (1813 – 1874) и принцеса Луиза Елеонора Амалия Ернестина Жени фон Хоенлое-Ингелфинген (1835 – 1913), дъщеря на принц Адолф фон Хоенлое-Ингелфинген (1797 – 1873) и принцеса Луиза Шарлота Йохана фон Хоенлое-Лангенбург (1799 – 1881). Те имат един син:
- Фридрих Карл III Лудвиг Филип Ернст Франц Йозеф (* 31 юли 1908, Валденбург; † 24 октомври 1982, Валденбург), 8. княз на Хоенлое-Валденбург-Шилингсфюрст, женен на 12/24 май 1932 г. в Щутгарт за принцеса Мехтилд фон Урах, графиня фон Вюртемберг (* 4 май 1912, Щутгарт; † 11 март 2001, Валденбург), дъщеря на херцог Вилхелм Карл фон Урах (1864 – 1928) и херцогиня Амалия Баварска (1865 – 1912), дъщеря на херцог Карл Теодор Баварски (1839 – 1909). Те имат два сина и три дъщери.[4]